# Antocha flavella
Antocha flavella là một loài ruồi trong họ Limoniidae. Chúng phân bố ở miền Cổ bắc.